# Maträtter i Chile
Den här artikeln behandlar maträtter i Chile. För det chilenska köket, se Chilenska köket.
Maträtter i Chile delas upp efter tre gastronomiska regioner:
- Norra köket
- Centrala köket
- Södra köket

Alla de tre gastronomiska regionerna har olika maträtter beroende på olika klimat och olika råvaror.

## Mat från det norra köket

### Förrätter och soppor

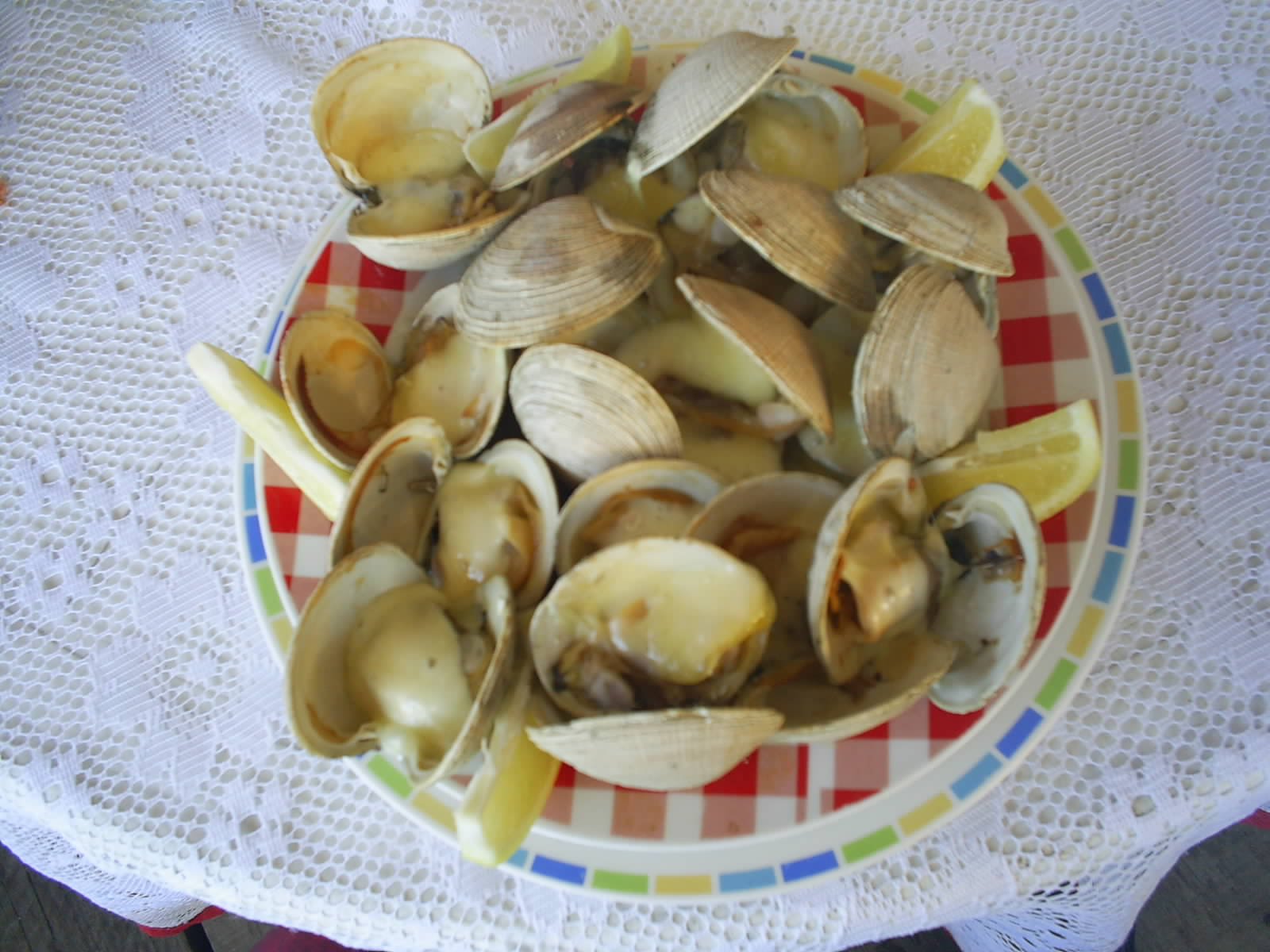
Almejas a la Parmesana

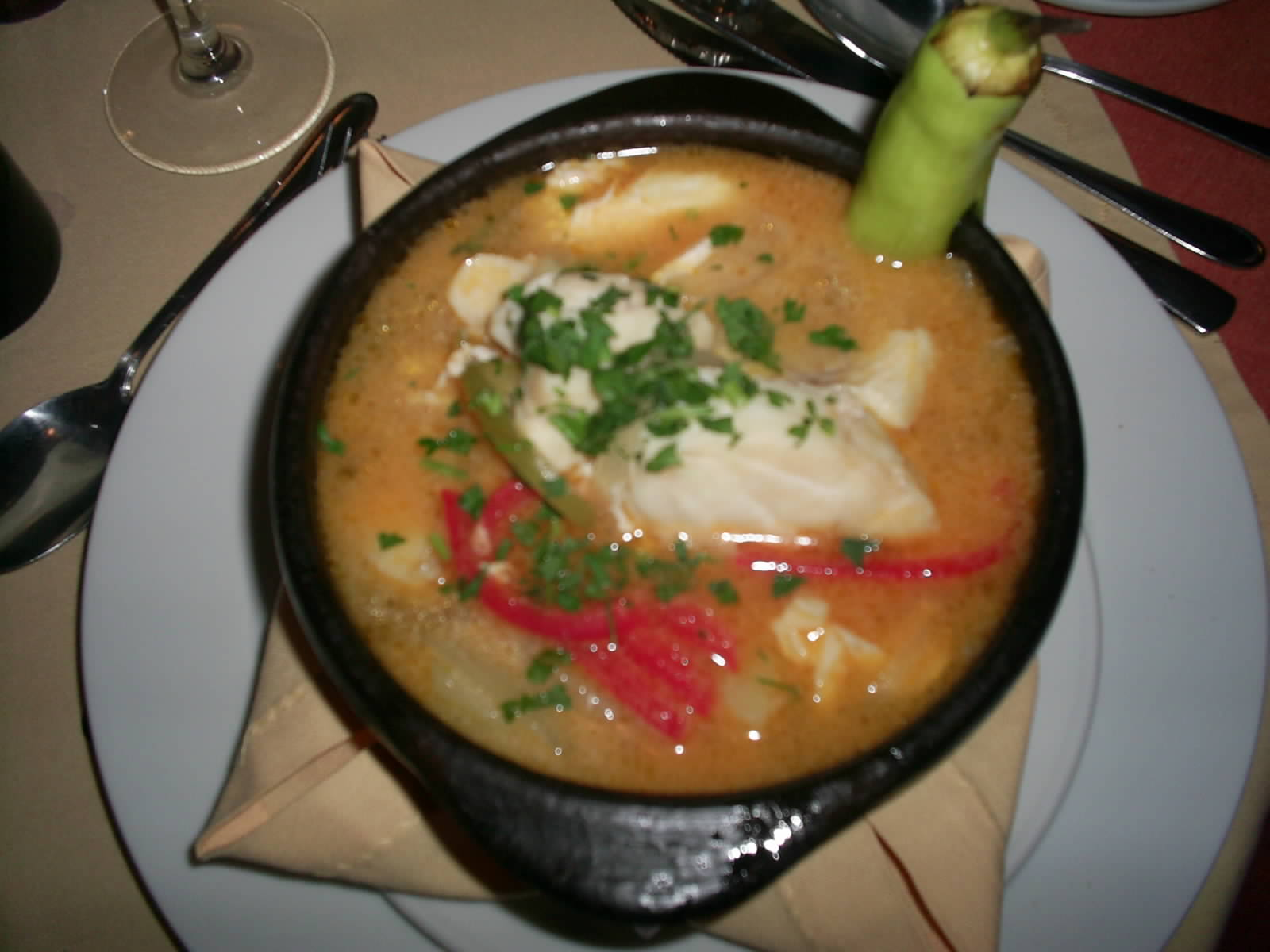
Caldillo de Congrio

- Tortilla de mariscos
- Ensalada de papas al salmón
- Machas a la parmesana
- Conchas de camarones
- Camarones con salsa
- Erizos
- Caldillo de Congrio al Vino
- Ceviche de Corvina

### Huvudrätter
- Picante de conejo
- Plateada con quinua
- Cazuela marina
- Estofado de cordero a la ostra
- Ensalada chilena nortina
- Ensalada de quinua
- Timbal de quinua
- Risotto de quinua y pimientos amarillos

### Aperitifer,alkoholhaltiga dryckerochläskedrycker

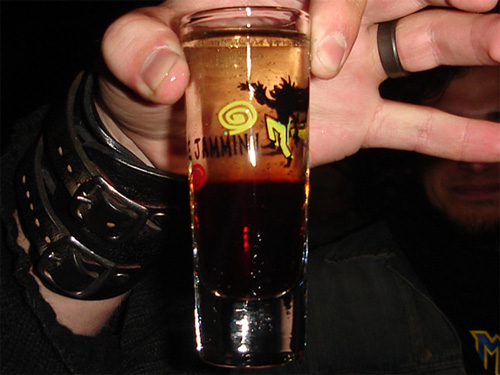
Cola de mono

- Mango sour
- Papaya sour
- Pajarete
- Cola de mono
- Vaina chilena
- Serena Libre
- Ulpo
- Mango con leche

### Desserter
- Chumbeque

## Centrala köket

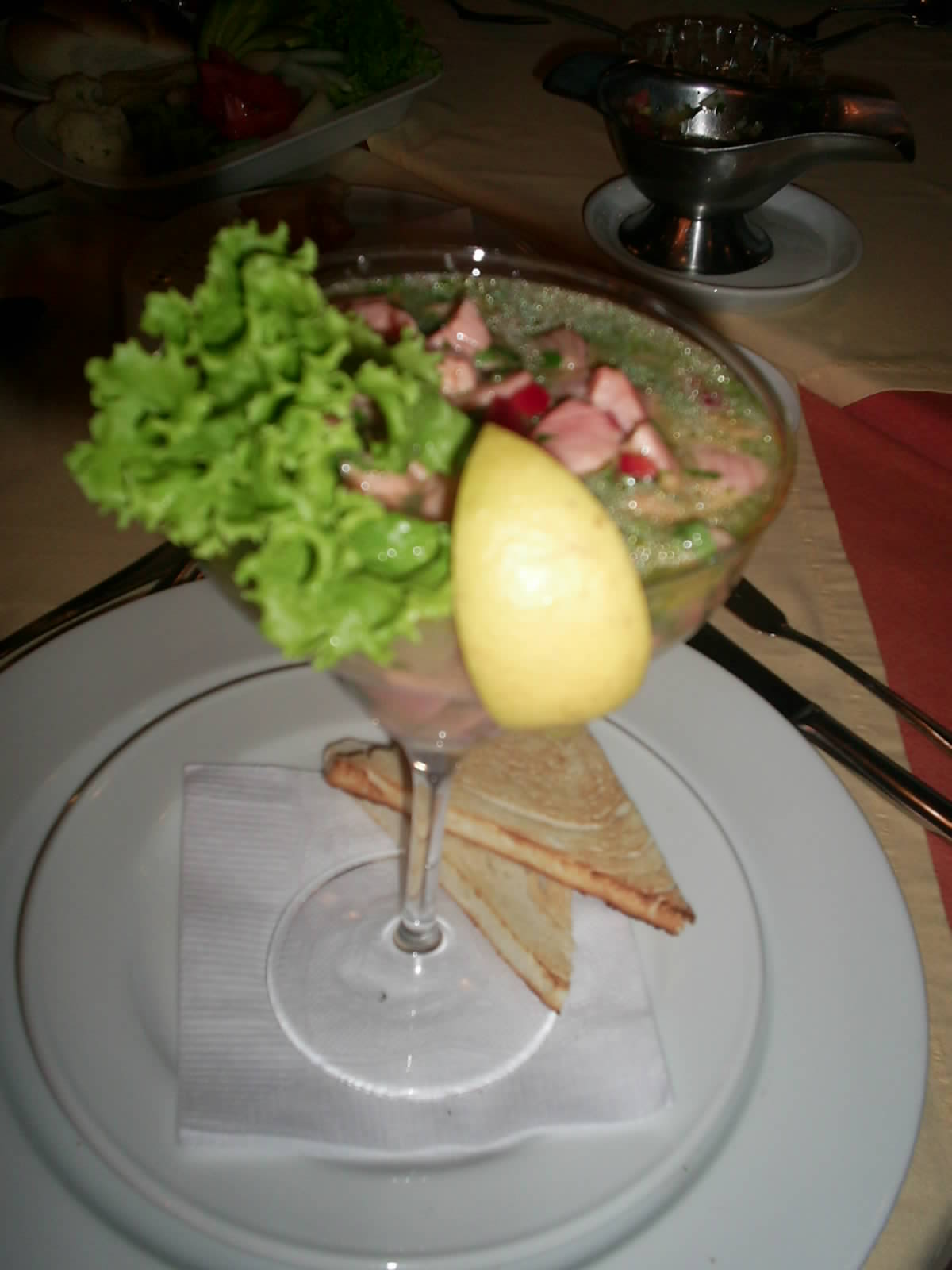
Ceviche

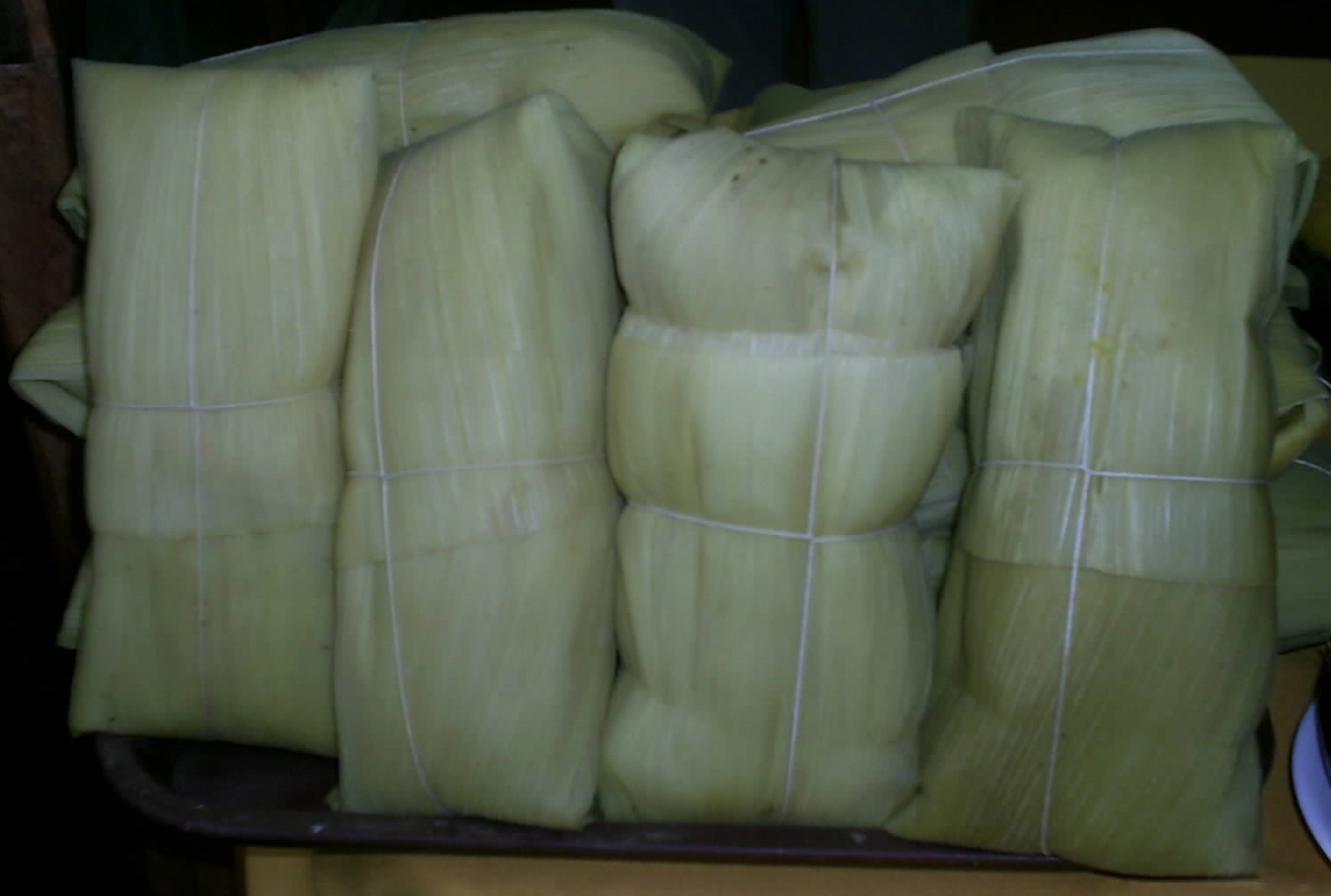
Chilenska Humitas.

### Förrätter och soppor
- Ceviche de Almejas (musselceviche)
- Ceviche de Pescado (fiskceviche)
- Sopa de Mariscos (skaldjursoppa)
- Caldillo de Congrio (havsålsgryta)
- Locos con Mayonesa (haliotissnäcka med majonnäs)

### Huvudrätter
- Pastel de choclo
- Humitas
- Porotos granados
- Pailita de choclo y crema
- Albóndigas al jugo (köttbullar i sås)
- Cazuela de ave
- Empanadas Fritas de queso (friterade empanadas fyllda med ost)
- Pantrucas
- Porotos con mazamorra
- Charquican
- Jaibas rellenas
- Tomaticán
- Pastel de papa
- Brochetas (en variation av anticucho)

### Bakverk och efterrätter
- Empolvados
- Pan de Pascua
- Pan Amasado (bakat bröd)
- Leche Asada

## Södra köket

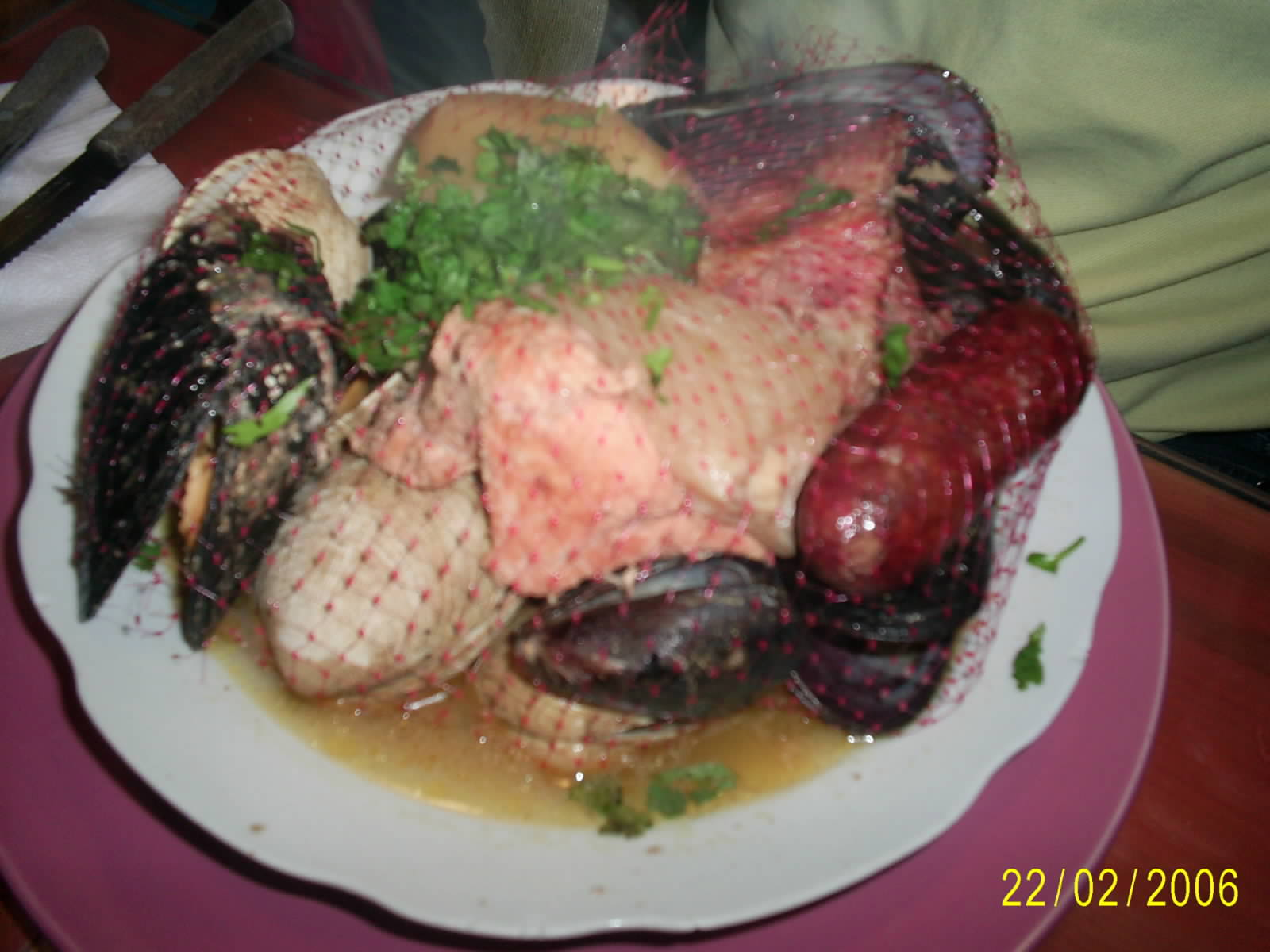
Curanto a la olla.

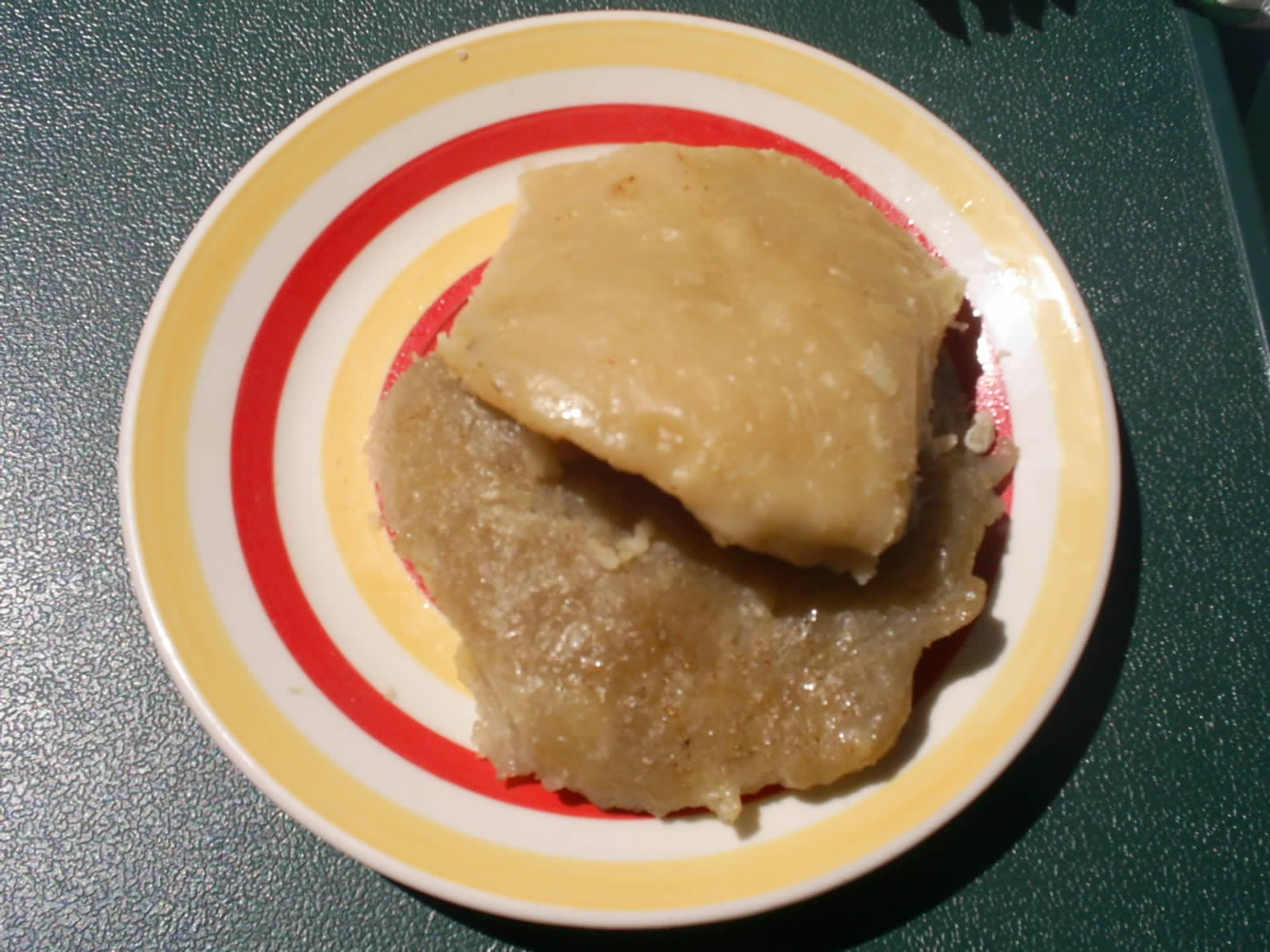
Milcao de curanto.

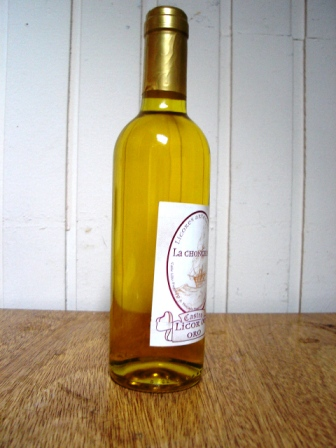
Flaska med licor de oro

### Förrätter och soppor
- Caldillo de Almejas (Musselgryta)
- Chupe de Locos
- Sopa de Ostras (ostronsoppa)
- Pastel de pescado
- Arrollado de chancho

### Huvudrätter
- Asado de cordero
- Asado al palo

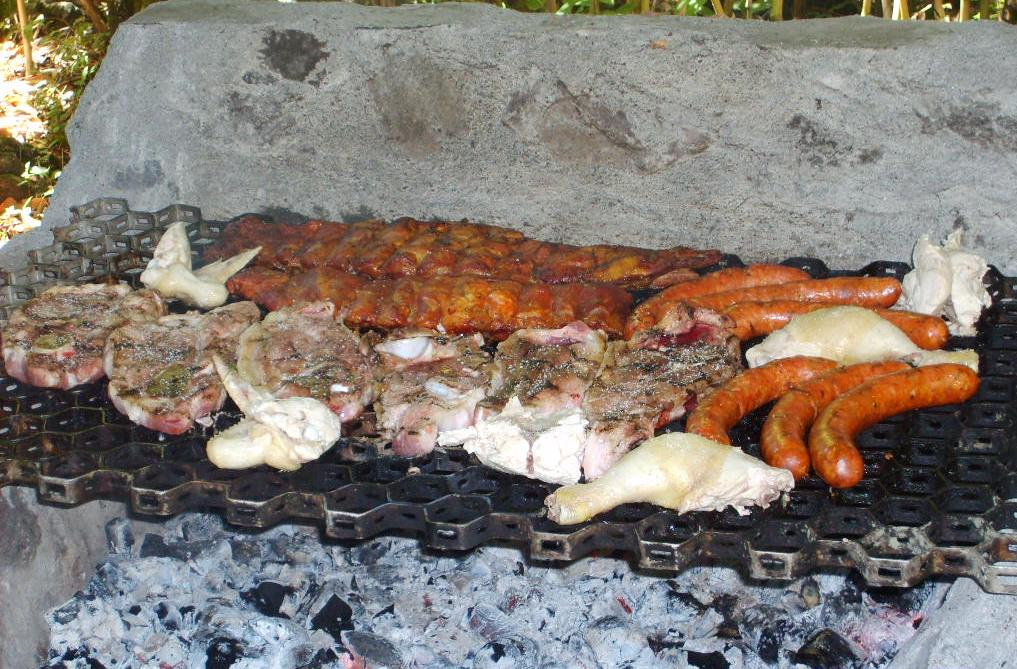
Asado Chileno

- Caldillo de mariscos (skaldjursgryta)
- Cancato
- Churrasco Chilote
- Cazuela chilota
- Cazuela de vacuno
- Sopa Chilota de pescado seco
- Curanto
- Chapaleles
- Chiporro
- Crudos
- Empanadas de Horno
- Milcaos
- Chochoca al palo
- Pulmay
- Lloco
- Valdiviano

### Bakverk och efterrätter
- Brazo de Reina
- Empanadas de manzana
- Kuchen
- Murta con membrillo
- Tortilla de rescoldo
- Mazamorra de manzana
- Merquén

### Alkoholhaltiga drycker
- Chicha de manzana
- Caliente de chicha
- Chicha de calafate
- Licor de oro
- Muday
- Murtado

## Andra typiskt chilenska maträtter

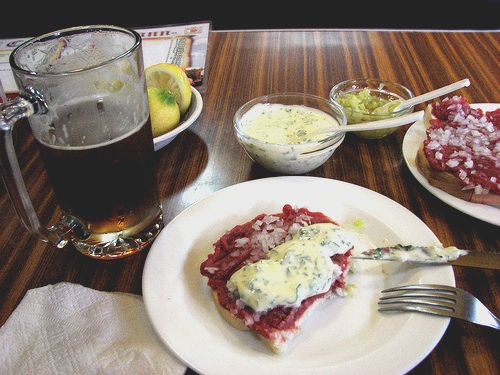
Crudos

### Smörgåsar
- Barros Jarpa
- Barros Luco
- Choripan
- Completo
- Crudos

### Förrätter
- Palta reina
- Tomates rellenos con atún
- Salpicón
- Tomates a la cebolla
- Tortilla de porotos verdes
- Alcachofas Primavera
- Aspic de tomates
- Ceviche de corvina  con camarones
- Ceviche de merluza
- Coctel de camarones
- Enrollados de jamón
- Jamón primavera
- Mousse de ave

### Spannmål och baljväxter
- Porotos con riendas
- Porotos con mote
- Porotos granados con mazamorra
- Porotos granados con pilco
- Lentejas de la Abuela
- Budín de maíz
- Corona de Arroz con cholgas
- Garbanzos picantes
- Mote a la crema
- Pastel de arroz
- Choritos con arroz
- Arroz graneado
- Arroz primavera
- Arroz con huevo
- Arroz con alverjitas
- Lentejas con Arroz
- Mote con huesillo, en alkoholfri dryck från skalad vete och soltorkade persikor

### Maträtter med svamp
- Callampas al gratin
- Callampas con crema
- Guiso de champiñones
- Callampas con salsa de tomates y carne

### Sallader och grönsaker
- Ensalada de papas picantes
- Flan de espinacas o acelga
- Flancitos de coliflor con salsa
- Fritos de porotos verdes
- Torta de cebolla gratinada
- Ensalada chilena
- Ensalada de arverjitas con jamón
- Ensalada de colores
- Ensalada de papas
- Ensalada de pencas
- Ensalada de pimientos
- Ensalada de zanahorias
- Ensalada de pollo amoldado
- Ensalada de pepinos
- Ensalada de habas
- Ensalada de pencas
- Ensalada de apio
- Berenjenas a la parmesana
- Budín de acelgas
- Coliflor al gratín
- Budín de zanahorias
- Chupe de tomates
- Fricasé de verduras
- Panqueques verdes
- Papas con ají
- Papas con rellenas
- Pastel de acelgas
- Tartaleta de verduras
- Zapallitos con pimentón
- Zapallitos rellenos

### Ägg
- Callampitas de huevo
- Huevos a la copa
- Huevos a la jardinera
- Huevos a la ligera
- Huevos a la tripa
- Hevos con callampas
- Huevos con salsa de alcachofas
- Huevos gratinados
- Huevos primavera
- Huevos rellenos
- Huevos revueltos con salsa de tomates
- Huevos revueltos
- Revoltijo de tomates
- Pailita de huevo con salsa de tomate

### Tortillas
- Croquetas de pescado
- Panqueques
- Panqueques con espinacas
- Picarones
- Sopaipilla de Zapallo
- Soufflé de queso
- Torta de panqueques
- Tortilla de arvejas
- Tortilla de cebollas
- Tortilla de erizos
- Tortilla de jamón
- Tortilla de salchichas
- Tortilla mixta
- Tostadas de cebolla

### Buljonger, krämer och soppor

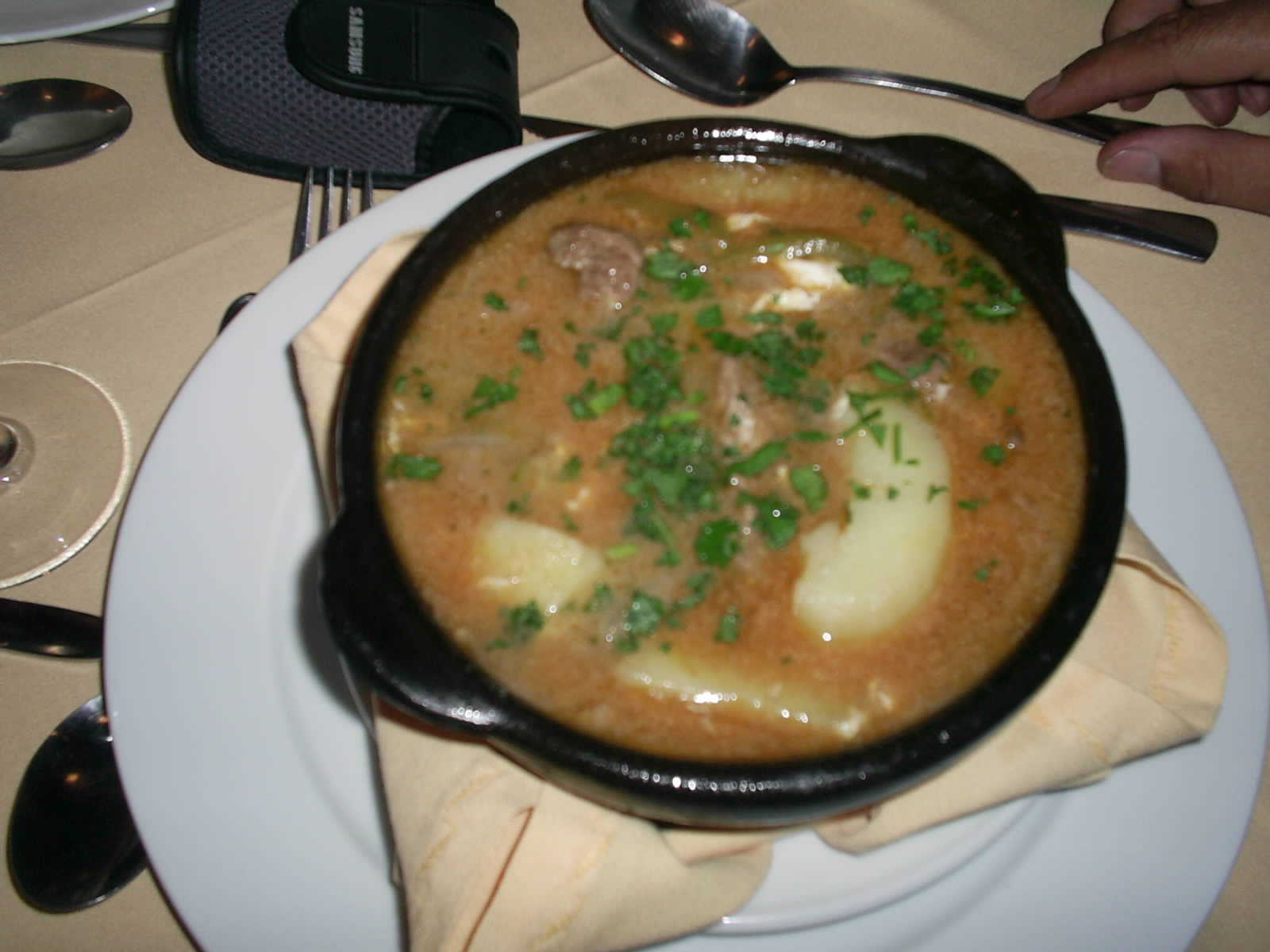
Ajiaco.

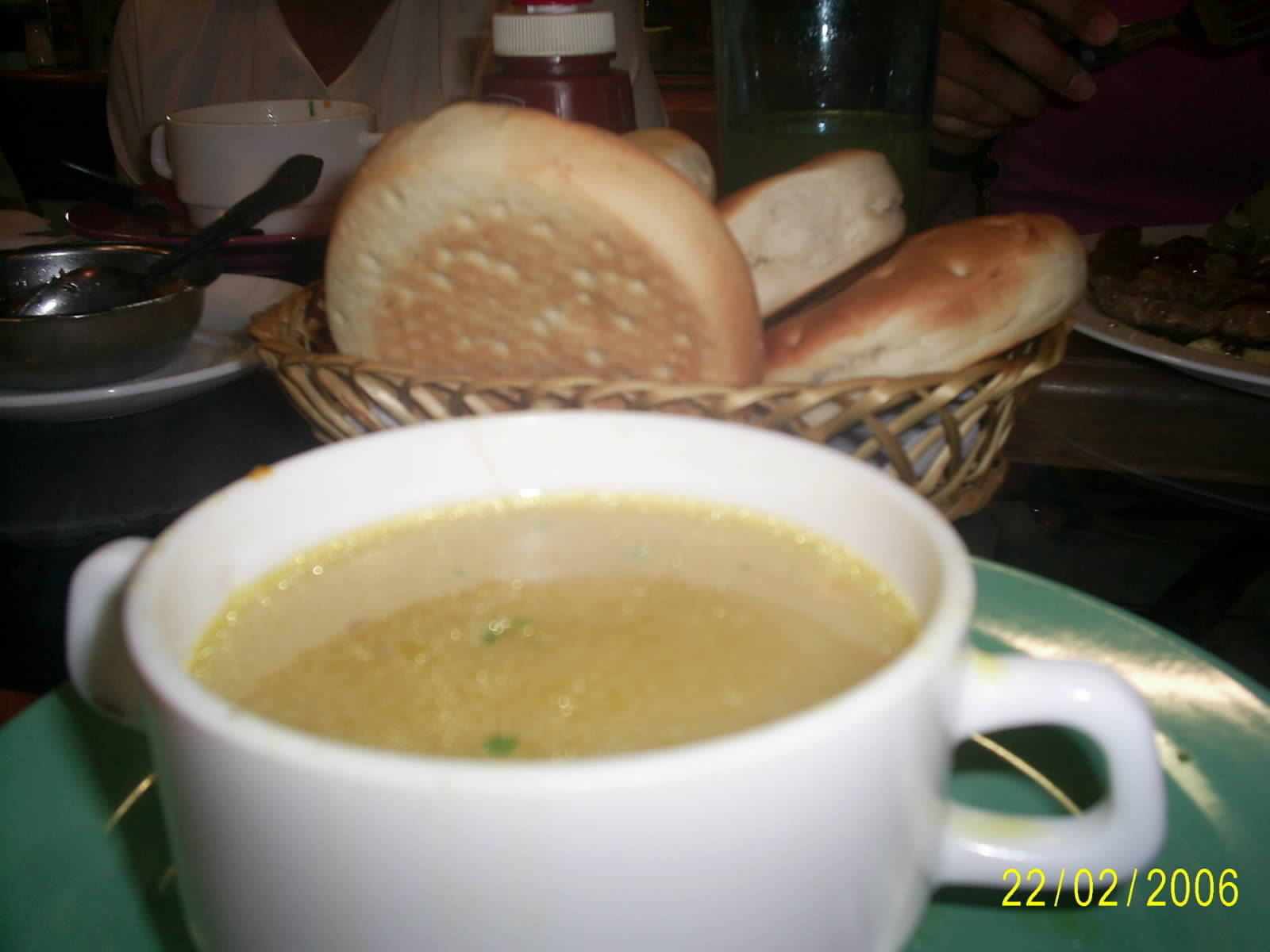
Consomé.

- Ajiaco
- Albóndigas  de cordero
- Caldillo de congrio
- Caldillo de pescado
- Caldillo de Merluza al vino
- Caldo de gallo
- Carbonada
- Cazuela de cordero
- Cazuela de pava con chuchoca
- Cazuela de chancho
- Caldo de huesos
- Consome de ave
- Consome de perejil
- Sopa de garbanzos
- Sopa de cebolla
- Sopa de lentejas
- Sopa de pan
- Crema de espárragos (Sparriskräm)
- Crema de verduras
- Crema de garbanzos
- Puchero
- Puchero Criollo

### Empanadas
- Empanadas de horno
- Empanadas de machas
- Empanadas fritas
- Empanadas de queso
- Pequenes

### Bröd

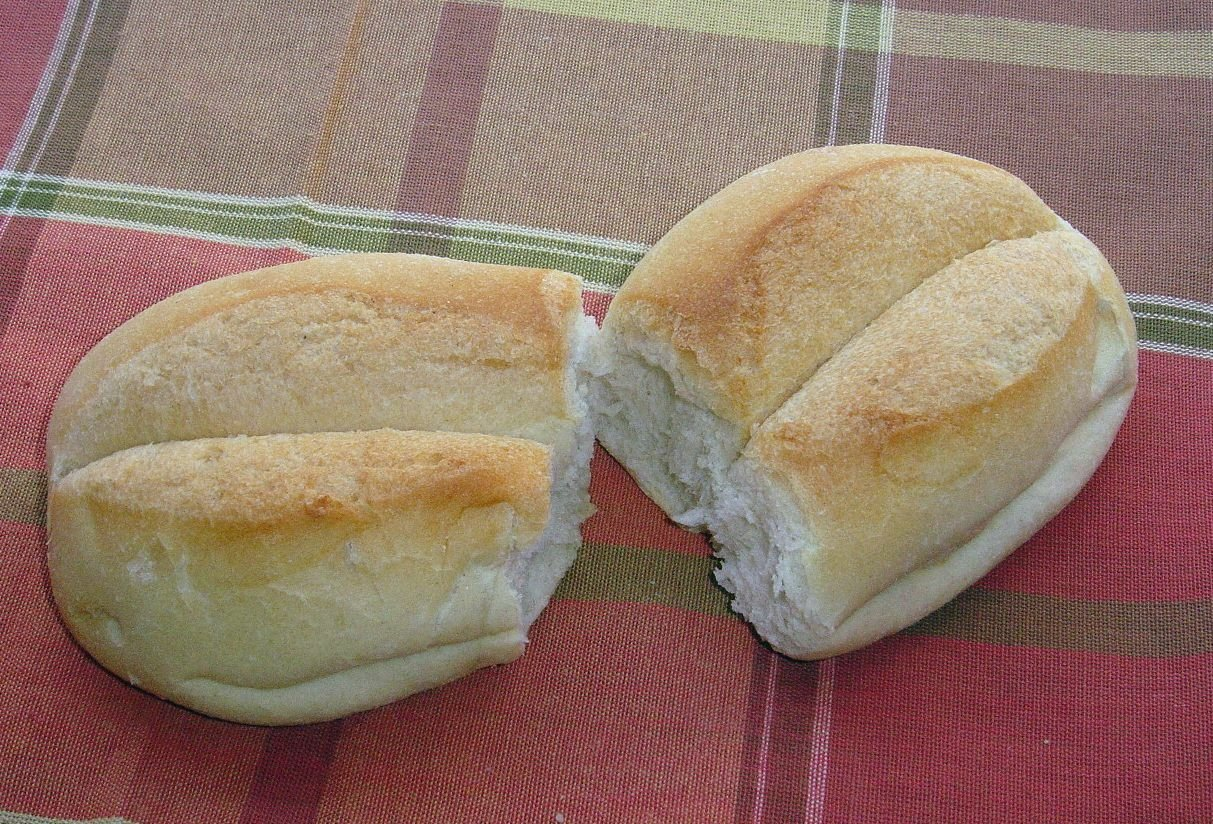
Marraqueta.

- Marraqueta
- Pan de campo
- Pan amasado
- Hallulla
- Pan de huevo
- Pan con chicharrones
- Tortilla de rescoldo

### Pasta
- Canelones con camarones
- Coditos con cebolla
- Coditos con nueces
- Tallarines con berenjenas
- Tallarines vegetarianos
- Tallarines al pesto
- Tallarines al salmón
- Tallarines con atún
- Tallarines con pollo
- Tallarines sureños

### Salsor(såser)
- Pebre
- Chancho en piedra
- Crema de queso para rellenar
- Pebre de cilantro con tomates
- Pebre de ají cacho de cabra
- Pebre sureño
- Pebre de camote
- Pebre de cebolla con cilantro
- Salsa blanca
- Salsa chilena
- Salsa de los Alpes

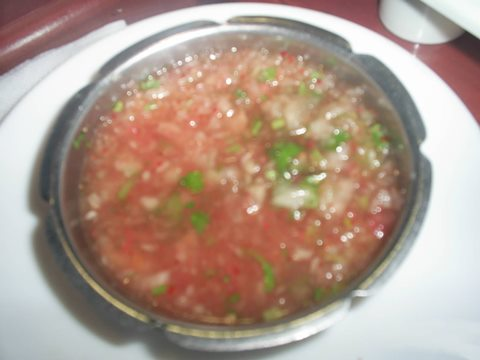
Pebre.

- Salsa de mantequilla a las verduras
- Salsa de paltas
- Salsa para tallarines
- Salsa picante

### Fåglar
- Pollo arvejado
- Pollo borracho
- Pavo de harina
- Pollo asado con vino blanco y albahaca
- Chuño-puti con ave
- Gallina en escabeche
- Ganso relleno
- Pato a la naranja
- Pato relleno
- Pavo relleno
- Picante de gallina
- Pollo asado
- Pollo a la cacerola
- Pollo al coñac
- Pollo al vino
- Pollo estofado
- Pollo guisado
- Pollo primavera
- Tórtola al Jerez
- Pollo ganso mechado
- Pollo al barro

### Kötträtter
- Asado: Cerdo(griskött) och Ave(fåglar)
- Niños envueltos
- Crudos: similar to (Steak Tartare)
- Bistec a lo pobre
- Tapapecho a la cacerola
- Carnes al Disco con Mariscos
- Chorrillana (variation)
- Budín de 2 carnes
- Bifes a la cacerola
- Bifes a la criolla
- Bifes al sartén
- Bifes hamburgueses
- Cacerola al vino
- Carne con salsa pimienta
- Carne mechada
- Chanfaina
- Chuleta asada a la parrilla
- Chuletón a la parrilla con berros
- Estofado de vacuno
- Filete al Jerez
- Filete al vino blanco
- Medallones de filete
- Tapabarriga de ternera rellena

### Fläskrätter
- Costillar de chancho
- Arrollado de chancho
- Queso de cabeza
- Longaniza
- Arrollado arriero
- Rollo de cerdo picante
- Arrollado de guatitas
- Arrollado de malaya
- Chancho adobado
- Costillar con papas (revben med potatis)
- Chuletas rebozadas
- Estofado de chancho (fläskgryta)
- Malaya a la chilena
- Patas de chancho rebozadas

### Lammrätter
- Cordero en salsa
- Caritún
- Chuletas de cordero primavera
- Arvejado de Cordero
- Cordero Guisado
- Cacerola campesina
- Cordero al chilindrón
- Cordero al horno
- Cordero arverjado
- Corderito relleno
- Chuletas asadas
- Pulpa de cordero a la mantequilla
- Patitas con ají

### Kaninrätter
- Conejo al horno
- Conejo al orégano
- Conejo a la valdiviana
- Estofado de conejo (tamkaningryta)

### Inälvsmat
- Cocimientos de criadillas
- Guatitas al vino blanco
- Lengua con salsa tártara
- Panitas en salsa de mostaza
- Picante de guatitas
- Riñones al Jerez (wine)
- Salchichas de cerdo envueltas
- Seso a la mantequilla
- Sesos imperiales
- Guatitas a la jardinera

### Olika grytor
- Tortilla de tallarines
- Guiso de Lentejas con zapallo and romero
- Guiso de Fausto
- Guiso de acelga con huevo
- Guiso de guatitas
- Charquicán (variación)
- Charquicán de cochayuyo

### Fisk
- Jurel en salsa de tomate y pimentones
- Pescado a la parrilla
- Tollo en salsa de erizos
- Pejerrey relleno
- Pescado Rebozado
- Congrio a lo Pobre
- Lenguado a la plancha
- Chupín de Congrio
- Congrio a la plancha
- Pescado a la teja

### Råa skaldjur
- Almejas al matico
- Camarón de mar
- Camarón de río
- Cangrejo o Jaiba
- Centolla
- Cholgas al Alicate
- Choritos(mussels) en salsa verde
- Choros zapato (musslor)
- Gambas
- Langostas de Juan Fernández (humrar från Juan Fernández-öarna)
- Langostino
- Machas
- Ostras
- Ostión(pilgrimsmusslor)
- Pibres
- Picorocos

#### Tillagade skaldjursmaträtter
- Choritos al vapor
- Chupe de mariscos
- Consomé de locos